# Palpomyia cressoni
Palpomyia cressoni är en tvåvingeart som först beskrevs av Malloch 1915.  Palpomyia cressoni ingår i släktet Palpomyia och familjen svidknott. Inga underarter finns listade i Catalogue of Life.